# Gay agenda
Der Begriff gay agenda (dt. homosexueller Plan bzw. homosexuelle Taktik, im Sinne von homosexuelles Kampfprogramm) ist eine politische Phrase, die von Gegnern der Gleichberechtigung von Lesben und Schwulen benutzt wird, zumeist von Konservativen (insbesondere von evangelikalen Fundamentalisten und Vertretern der religiösen Rechten in den Vereinigten Staaten). Sie beschreiben damit ihre Wahrnehmung der Lesben- und Schwulenbewegung und ihrer Ziele.
Hinter dem Begriff steht die Ansicht, homosexuelle Menschen würden versuchen, immer mehr Menschen zur Homosexualität zu bekehren, und ein Ende der Ehe und der traditionellen Familie herbeiführen wollen. Differenziertere Darstellungen, in denen eine vielfältigere Sicht der internen Debatten innerhalb der Lesben- und Schwulenbewegung erscheint, werden durch die Verwendung des Begriffs zugunsten eines potentiell bedrohlichen, einheitlichen Bildes verwischt. So werden die Ziele der Befürworter von Lebensformenpolitik mit denen von Menschen, die die Ehe für gleichgeschlechtliche Partnerschaften öffnen wollen, ebenso wie die Ziele von „Tunten“ und Transgender mit denen der Befürworter von Heteroverhalten zu einer nicht existierenden Einheit vermischt.
Laut den Benutzern des Ausdrucks wollen Homosexuelle einen „master plan“ durchsetzen, zu dem u. a. die „völlige Zerrüttung der Familie“, eine „geschwächte und machtlose Kirche“, „die Zensur des Klerus und christlicher Medien“, und die Erteilung von „Sonderrechten“ für Minderheiten gehören. Auch sollen die Legalisierung pädosexueller Kontakte, die „Indoktrination von Kindern durch das öffentliche Schulsystem“ und die Vielehe zu diesem Plan gehören, so James Dobson, Direktor von Focus on the Family.
Supreme-Court-Richter Antonin Scalia verwendete den Begriff „homosexual agenda“ 2003 in seiner Minderheitsmeinung im Fall Lawrence v. Texas, als er schrieb: „Die Juristenkultur gehört im großen und ganzen zu den Befürwortern der sogenannten homosexuellen Agenda.“
Bei der Unterzeichnungszeremonie zur Aufhebung von Don’t ask, don’t tell (DADT) 2011 ging der schwule Abgeordnete Barney Frank halb ironisch darauf ein: 2007 riet eine republikanische Kandidatin für den Kongress von Indiana nicht ihre demokratische Konkurrentin zu wählen, denn dann würde die homosexuellenfreundliche Nancy Pelosi Sprecherin werden und Frank erlauben, die „homosexual agenda“ zu beschließen. Er setzte fort:

“So, let me own up to that agenda. It’s to be protected against violent crimes driven by bigotry. It’s to be able to get married. It’s to be able to get a job and it’s to be able to fight for our country. Hey, for those, for those who are worried about the radical homosexual agenda, let me put them on notice – two down, two to go.”

„So, lassen Sie mich diese Agenda gestehen. Sie ist für den Schutz vor von Engstirnigkeit getriebenen Gewaltverbrechen. Sie ist für die Möglichkeit zu heiraten. Sie ist für die Möglichkeit, einen Job zu bekommen, und für die Möglichkeit, für unser Land zu kämpfen. Hey, an jene, die besorgt über die radikale homosexuelle Agenda sind, lasst mich den Hinweis geben – [auf Bundesebene] zwei bezwungen [Matthew Shepard and James Byrd, Jr. Hate Crimes Prevention Act, 2009; Aufhebung DADT, 2011], zwei angehen [Employment Non-Discrimination Act (ENDA); Aufhebung Defense of Marriage Act (DOMA)].“

Eine parodistische Übersteigerung von Positionen der religiösen Rechten zur Gay Agenda findet sich unter anderem bei der von Paul A. Bradley erfundenen fiktiven Baptistin Betty Bowers.